# Mota Coqueiro ou a Pena de Morte
Mota Coqueiro ou a Pena de Morte é um romance de José do Patrocínio editado em 1877. Narra, de forma romanceada, ficcional, a história do fazendeiro Manuel da Mota Coqueiro, apelidado de Fera de Macabu e condenado injustamente à morte em 1852.
Patrocínio cria um personagem fictício para nesse romance, Herculano, que em seu leito de morte, ao fim do romance, assume a autoria dos crimes de Macabu. O personagem confundiu diversos historiadores e juristas, que em suas obras atribuiam-lhe a autoria dos crimes.